# کیهان‌خداشناسی
واژهٔ کیهان‌خداشناسی (به انگلیسی: Cosmotheology)، همراه با اصطلاح «هستی‌خداشناسی»، توسط ایمانوئل کانت «به منظور تمایز بین دو نوع رقیب «الهیات متعالی» ابداع شد.

کانت رابطه هستی‌خداشناسی و کیهان‌خداشناسی را چنین تعریف می‌کند:
«الهیات متعالیه یا به دنبال استنباط وجود حق تعالی از یک تجربه کلی است، بدون هیچ ارجاع نزدیک‌تری به جهانی که این تجربه به آن تعلق دارد، و در این مورد به آن کیهان‌خداشناسی می‌گویند؛ یا می‌کوشد که وجود چنین چیزی را بشناسد. وجود، از طریق تصورات صرف، بدون کمک تجربه، و سپس هستی‌خداشناسی نامیده می‌شود.»